# Lijst van voetbalinterlands Bosnië en Herzegovina - Schotland
Deze lijst van voetbalinterlands is een overzicht van alle officiële voetbalwedstrijden tussen de nationale teams van Bosnië en Herzegovina en Schotland. De landen speelden tot op heden twee keer tegen elkaar. De eerste ontmoeting, een kwalificatiewedstrijd voor het Europees kampioenschap voetbal 2000, werd gespeeld in Sarajevo op 4 september 1999. Het laatste duel, de returnwedstrijd in dezelfde kwalificatiereeks, vond plaats op 5 oktober 1999 in Glasgow.

## Wedstrijden
| № | Plaats   | Datum            | Competitie           | Wedstrijd                         | Uitslag |
| - | -------- | ---------------- | -------------------- | --------------------------------- | ------- |
| 1 | Sarajevo | 4 september 1999 | EK 2000 kwalificatie | Bosnië en Herzegovina – Schotland | 1 – 2   |
| 2 | Glasgow  | 5 oktober 1999   | EK 2000 kwalificatie | Schotland – Bosnië en Herzegovina | 1 – 0   |

## Samenvatting
| Competitie      | Totaal gespeeld | Winst Bosnië en Her. | Gelijk | Winst Schotland | Doelsaldo Bosnië en Her. – Schotland |
| --------------- | --------------- | -------------------- | ------ | --------------- | ------------------------------------ |
| EK-kwalificatie | 2               | 0                    | 0      | 2               | 1 − 3                                |
| Totaal          | 2               | 0                    | 0      | 2               | 1 − 3                                |

Wedstrijden bepaald door strafschoppen worden, in lijn met de FIFA, als een gelijkspel gerekend.

## Details

### Eerste ontmoeting
| EK-kwalificatie (Sarajevo, Bosnië en Herzegovina, 4 september 1999):                                                                                             |              | |
| Bosnië en Herzegovina | 1 – 2        | Schotland |
| Elvir Bolić 23' | goals        | 14' Don Hutchison 50' Billy Dodds |
| Faruk Hadžibegić | bondscoach   | Craig Brown |
| Mirsad Dedić Omer Joldić 77' Jasmin Mujdža 77' Muhamed Konjić Mirsad Hibić Bakir Beširević Elvir Bolić Sead Halilović 61' Meho Kodro Sergej Barbarez Marko Topić | opstellingen | Neil Sullivan David Weir David Hopkin 46' Colin Calderwood Colin Hendry 69' Barry Ferguson Billy Dodds Craig Burley 75' Neil McCann Don Hutchison John Collins |
| Edin Mujčin 61' Senad Repuh 77' Enes Demirović 77' | wissels      | 46' Christian Dailly 69' Ian Durrant 75' Kevin Gallagher |
| Sead Halilović 35' Edin Mujčin 79' | gele kaarten | 19' Don Hutchison 51' Neil Sullivan |
| - Bosnië en Herzegovina onder leiding van bondscoach Faruk Hadžibegić.                                                                                           |              | |

### Tweede ontmoeting
| EK-kwalificatie (Glasgow, Schotland, 5 oktober 1999): |              | |
| Schotland | 1 – 0        | Bosnië en Herzegovina |
| John Collins 26' | goals        | |
| Craig Brown | bondscoach   | Faruk Hadžibegić |
| Neil Sullivan David Weir Callum Davidson Paul Lambert Colin Hendry 36' Christian Dailly Billy Dodds 90' Craig Burley Kevin Gallacher 79' David Hopkin John Collins                         | opstellingen | Adnan Gušo Sead Kapetanović Bakir Beširević Faruk Hujdurović Mirsad Varesanović Sergej Barbarez 77' Faruk Ihtijarević Nermin Sabić Elvir Bolić 84' Edin Mujčin Elvir Baljić |
| Colin Calderwood 36' Mark Burchill 79' Gary McSwegan 90' | wissels      | 77' Marko Topić 84' Alen Avdić |
| David Hopkin 86' | gele kaarten | 25' Sergej Barbarez |
| - Debuut van Mark Burchill (Celtic) en Gary McSwegan (Heart of Midlothian) voor Schotland. - Debuut van Adnan Gušo (Erzurumspor) en Faruk Hujdurović (SV Ried) voor Bosnië en Herzegovina. |              | |